# Griselda (Vivaldi)
Pour les articles homonymes, voir Griselda.
Griselda est un opéra (dramma per musica) en trois actes composé par Antonio Vivaldi. Le livret est une adaptation du texte d'Apostolo Zeno, lui-même basé sur une nouvelle du Décaméron de Boccace.
Zeno écrivit son livret en 1701 et il avait déjà été utilisé par Pollarolo, Antonio Maria Bononcini, Albinoni, Giovanni Bononcini et Alessandro Scarlatti. L'adaptation fut réalisée par le jeune Carlo Goldoni, délégué à cet effet auprès de Vivaldi par le riche patricien Michiele Grimani, propriétaire de Teatro San Samuele de Venise où l'opéra fut représenté pour la première fois le 18 mai 1735.

## Rôles

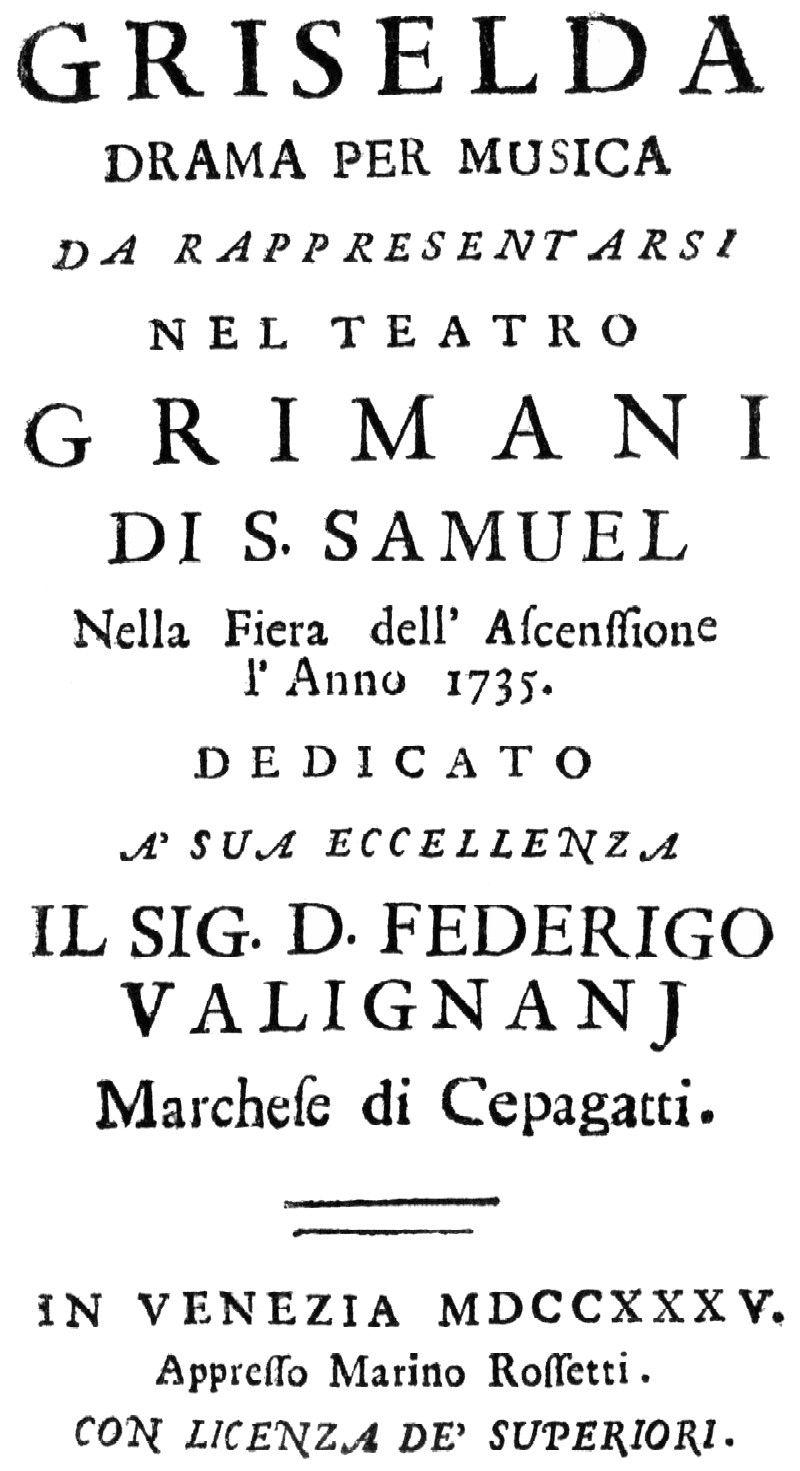
Couverture du livret de la création

| Rôle                                             | Type de voix       | Distribution de la création, le 18 mai 1735 |
| ------------------------------------------------ | ------------------ | ------------------------------------------- |
| Griselda, la femme de Gualtiero                  | contralto          | Anna Girò                                   |
| Gualtiero, roi de Thessalie                      | ténor              | Gregorio Balbi                              |
| Roberto, frère de Corrado                        | castrat            | Gaetano Valletti                            |
| Corrado, Prince d’Athènes                        | contralto travesti | Elisabetta Gasparin                         |
| Costanza, fille perdue de Griselda et Gualtiero  | soprano            | Margherita Giacomazzi                       |
| Ottone, un noble de la cour de Gualtiero castrat | Lorenzo Saletti    |                                             |

## Argument

### Acte I
Bien des années avant le commencement de l'action, le roi de Thessalie, Galtiero, a épousé une pauvre bergère nommée Griselda. Ce mariage avait fort déplu aux sujets de Galtiero et lorsque Griselda donna naissance à une fille, Costanza, Galtiero fut obligé de prétendre l'avoir tuée alors qu'il l'envoya secrètement, pour y être élevée, à la cour du roi d'Athènes, Corrado. Cependant, la naissance d'un fils redoubla la colère des Thessaliens de voir Griselda en reine, si bien que Galtiero fut contraint de la répudier et de promettre de prendre une autre femme. Il se trouve que la promise est Costanza elle-même, laquelle est dans l'ignorance de son lignage, et inconnue de Griselda. Mais elle aime Roberto, le jeune frère de Corrado, et la perspective d'être mariée contre son gré à Galtiero lui inspire un profond désespoir.

### Acte II
Costanza chante ses tourments (elle est fiancée à Gualtiero mais aime Roberto) dans l'aria colorature Agitata da due venti. Griselda retourne à son domicile dans la campagne où elle est poursuivie par le perfide courtisan Ottone, qui est fou amoureux d'elle : c'est lui qui a insidieusement suscité le soulèvement populaire de manière à empêcher son mariage avec Gualtiero. Elle rejette ses avances avec horreur et colère. Gualtiero et sa suite sortent pour aller à la chasse et arrivent à la demeure de Griselda. Gualtiero déjoue une tentative d'Ottone d'enlever Griselda et permet à cette dernière de revenir à la Cour, mais seulement pour y être l'esclave de Costanza.

### Acte III
Ottone poursuit Griselda avec insistance et Gualtiero lui promet sa main, dès que lui-même sera marié avec Costanza. Griselda s'y refuse absolument et déclare qu'elle préférera mourir. Sur ce, Gualtiero l'embrasse, ayant réalisé toute la vertu dont elle est animée et l'ayant montrée au peuple révolté ; il la reprend alors comme sa femme. Gualtiero et Roberto dévoilent alors la véritable identité de Costanza ; Ottone est pardonné, et Costanza est enfin autorisée à épouser Roberto, celui qu'elle aime.

## Discographie
| Année | Distribution (Griselda, Gualtiero, Roberto, Costanza, Ottone, Corrado)                                                    | Direction, Ensemble                          | Label                                        |
| ----- | --- | -------------------------------------------- | -------------------------------------------- |
| 1995  | Elizabeth Lombardini-Smith, Maria Gabriella Cianci, Anna Bonitatibus, Gabriella Morigi, Leslie Poleri-Tosi, Helen Centner | Francesco Fanna, Solistes Montpellier Moscou | CD audio : Arkadia AK 122.3                  |
| 2006  | Marie-Nicole Lemieux, Steffano Ferrari, Philippe Jaroussky, Verónica Cangemi, Simone Kermes, Iestyn Davies                | Jean-Christophe Spinosi Ensemble Matheus     | CD audio : Spinosi (Naive)                   |
| 2008  | Marion Newman, Giles Tomkins, Lynne McMurtry, Carla Huhtanen, Colin Ainsworth                                             | Kevin Mallon Aradia Ensemble                 | CD audio : Naxos Historical Cat: 8.660211-13 |